# Mazor
Mazor (hebr. מזור) – moszaw położony w samorządzie regionu Chewel Modi’in, w Dystrykcie Centralnym, w Izraelu.
Leży na równinie Szaron w otoczeniu miast Elad, Petach Tikwa i Rosz ha-Ajin, moszawów Rinnatja, Nechalim i Kefar Sirkin, kibuców Be’erot Jicchak, Enat i Nachszonim, oraz wioski Nofech.

## Historia
Pierwotnie znajdowała się tutaj arabska wieś al-Muzayri'a (arab. المُزيرعة), która podczas wojny o niepodległość została zdobyta 12 lipca 1948 przez Izraelczyków. Ludność cywilna została wysiedlona, a domy wyburzono.
Współczesny moszaw został założony w 1949 przez żydowskich imigrantów z Czechosłowacji i Węgier. Początkowo nazywał się Har (hebr. מזרע הר), ale później zmieniono na obecną, oddając w ten sposób cześć zniszczonej arabskiej wiosce al-Muzayri'a.

## Kultura i sport
W moszawie jest ośrodek kultury oraz boisko do piłki nożnej.

## Gospodarka
Gospodarka moszawu opiera się na intensywnym rolnictwie, uprawach w szklarniach, hodowli kwiatów i sadownictwie.
Na terenie moszawu znajduje się kontrowersyjne gospodarstwo BFC, w którym hoduje się małpy w celu sprzedaży za granicę do różnorodnych eksperymentów medycznych i innych. Swoją siedzibę ma tutaj firma Codecode Technologies Ltd., która jest liderem w rozwoju technologii kodów cyfrowych. Produkuje ona także przenośne terminale komunikacyjne dla potrzeb systemów parkingowych oraz rozwiązania komputerowe dla turystyki.

## Turystyka

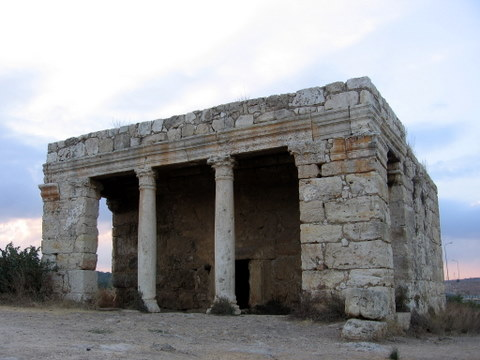
Rzymskie mauzoleum w moszawie Mazor

W południowo-zachodniej części moszawu znajduje się rzymskie mauzoleum pochodzące z III wieku. Jest to jedyna kompletna budowla z okresu rzymskiego zachowana w Izraelu. Archeolodzy wnioskują, że w dwóch kamiennych sarkofagach byli tutaj pochowani rzymscy dostojnicy, których tożsamość jest nieznana.
Wokół budynku znajdują się cysterny na wodę i inne starożytne groby. W późniejszych czasach muzułmanie dobudowali do mauzoleum salę modlitewną. Całość obiektu została objęta ochroną i utworzono tutaj Park Narodowy Mauzoleum Mazor.

## Komunikacja
Na wschód od moszawu przebiega autostrada nr 6, brak jednak możliwości bezpośredniego wjazdu na nią. Z moszawu wyjeżdża się na południe na drogę nr 4623, którą można jechać na wschód do moszawu Rinnatja, na południe do wsi Nofech, lub na zachód do moszawu Nechalim, kibucu Be’erot Jicchak i drogi ekspresowej nr 40.